# Nassarius kraussianus
Nassarius kraussianus is een slakkensoort uit de familie van de Nassariidae. De wetenschappelijke naam van de soort is voor het eerst geldig gepubliceerd in 1846 door Dunker.